# Плезантон (Канзас)
Плезантон (англ. Pleasanton) — місто (англ. city) в США, в окрузі Лінн штату Канзас. Населення — 1208 осіб (2020).

## Географія
Плезантон розташований за координатами 38°10′50″ пн. ш. 94°42′29″ зх. д. / 38.18056° пн. ш. 94.70806° зх. д. (38.180473, -94.707947).  За даними Бюро перепису населення США в 2010 році місто мало площу 5,30 км², з яких 4,66 км² — суходіл та 0,65 км² — водойми.

## Демографія
Згідно з переписом 2010 року, у місті мешкало 1216 осіб у 528 домогосподарствах у складі 324 родин. Густота населення становила 229 осіб/км².  Було 607 помешкань (114/км²).
Расовий склад населення:
| - 95,0 % — білих - 0,7 % — чорних або афроамериканців - 0,5 % — азіатів - 0,4 % — корінних американців - 0,2 % — вихідців з тихоокеанських островів - 1,3 % — осіб інших рас |

До двох чи більше рас належало 2,0 %. Частка іспаномовних становила 2,9 % від усіх жителів.
За віковим діапазоном населення розподілялося таким чином: 26,6 % — особи молодші 18 років, 55,9 % — особи у віці 18—64 років, 17,5 % — особи у віці 65 років та старші. Медіана віку мешканця становила 38,0 року. На 100 осіб жіночої статі у місті припадало 82,3 чоловіків;  на 100 жінок у віці від 18 років та старших — 79,1 чоловіків також старших 18 років.
Середній дохід на одне домашнє господарство  становив 41 045 доларів США (медіана — 29 107), а середній дохід на одну сім'ю — 63 572 долари (медіана — 56 429). Медіана доходів становила 41 563 долари для чоловіків та 29 097 доларів для жінок. За межею бідності перебувало 18,3 % осіб, у тому числі 15,0 % дітей у віці до 18 років та 11,3 % осіб у віці 65 років та старших.
Цивільне працевлаштоване населення становило 471 осіб. Основні галузі зайнятості: освіта, охорона здоров'я та соціальна допомога — 32,9 %, роздрібна торгівля — 12,3 %, мистецтво, розваги та відпочинок — 7,9 %, транспорт — 7,6 %.